# Elisabeth Haub

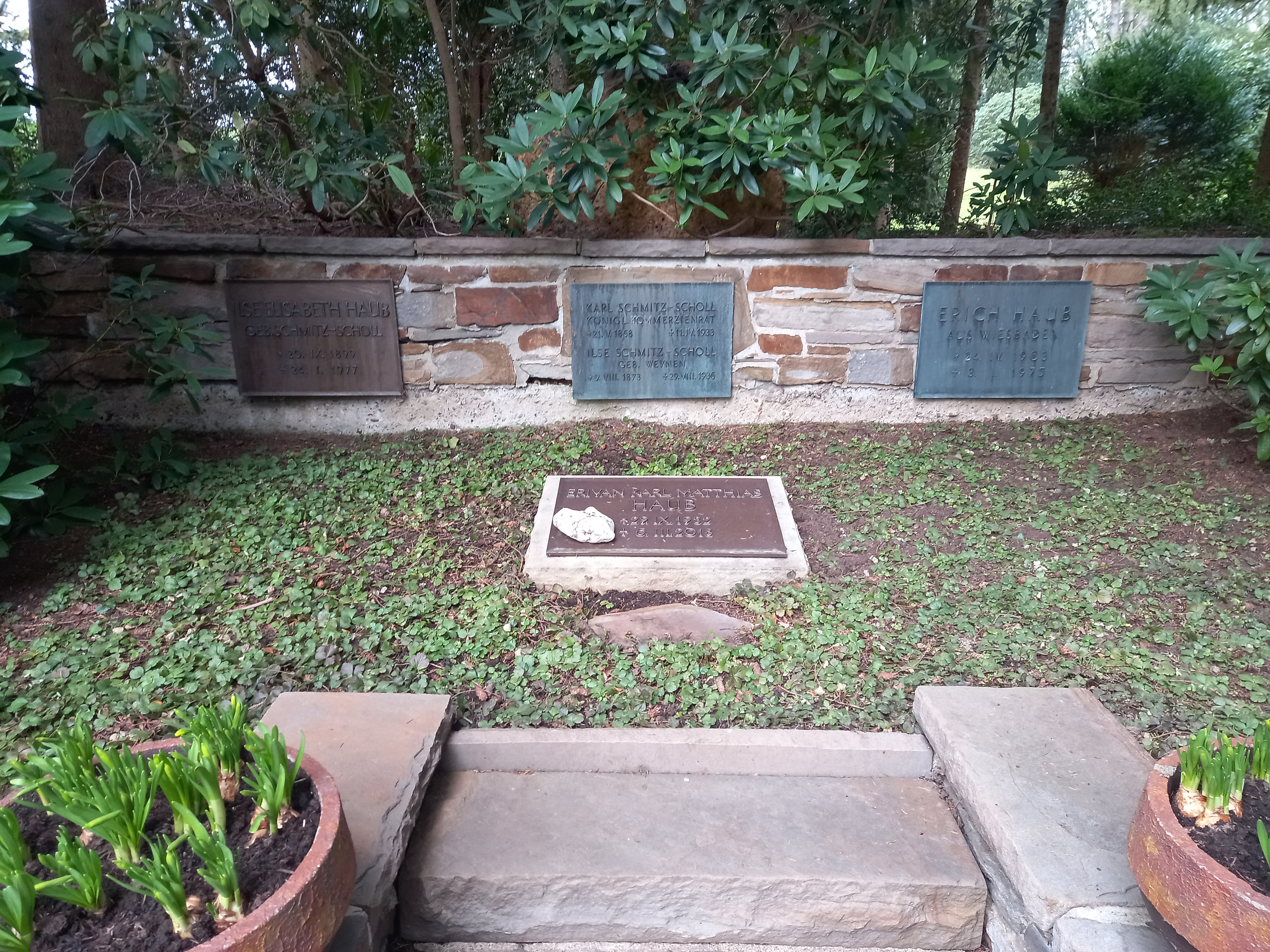
Das Grab von Elisabeth Haub und ihrem Ehemann Erich im Familiengrab Schmitz-Scholl auf dem Hauptfriedhof Mülheim an der Ruhr

Amalie Luise Elisabeth Haub (* 20. September 1899 in Mülheim an der Ruhr; † 24. Januar 1977 in Bonn) war eine deutsche Unternehmerin, Philanthropin und Umweltschützerin.

## Leben und Wirken
Elisabeth wurde 1899 als Tochter des Unternehmers Karl Schmitz-Scholl und seiner Frau Elisabeth, geb. Weynen, in eine Mülheimer Kaufmannsfamilie geboren.
1932 heiratete sie den Wiesbadener Erich Haub. Aus der Ehe ging mit Erivan Haub ein Sohn hervor. 
Als ihr Vater 1933 starb, erbten sie und ihr Bruder Karl Schmitz-Scholl jun. das Unternehmen Schmitz-Scholl/Tengelmann zu gleichen Teilen, ihr Bruder Karl wurde allein geschäftsführender Gesellschafter. Ihr Sohn Erivan Haub übernahm 1969 nach Karl Schmitz-Scholls Tod die Führung der Firmengruppe und leitete sie drei Jahrzehnte lang.
Anlässlich des hundertsten Geburtstags ihres Vaters gründete Elisabeth Haub 1968 den Karl Schmitz-Scholl-Fonds, eine Stiftung zur Förderung von Rechtsvorschriften im Umweltschutz.
Ihre Schwiegertochter Helga Haub errichtete die Elizabeth Haub Foundations for Environmental Law and Policy in Washington, D.C. und Toronto. Anlässlich des 75. Geburtstags von Erivan Haub wurde auch in Deutschland die Elizabeth-Haub-Stiftung gegründet.
Der International Council of Environmental Law (ICEL) und die Université Libre de Bruxelles stifteten 1973 den alljährlich verliehenen Elizabeth Haub Prize for Environmental Law. 2008 hat diese Aufgabe die Universität Stockholm übernommen. Seit 1998 verleihen der ICEL und die Pace University zudem den Elizabeth Haub Prize for Environmental Diplomacy.
1975 gründete sie die Haub-Zais-Stiftung für Denkmalschutz in Wiesbaden. Die Stiftung ist benannt nach ihrem verstorbenen Mann
Erich Haub und dessen Urgroßvater, dem Stadtbaumeister von Wiesbaden Christian Zais.